# Ana Ventura Miranda
Ana Ventura Miranda (Torres Vedras, 1977) también conocida como Ana Miranda, es una periodista, actriz, productora cultural y promotora artística portuguesa, directora del Instituto de Arte de Nueva York.

## Carrera
Miranda dejó su ciudad natal, Torres Vedras, cuando aún era joven, trasladándose a Lisboa. Perseguía el sueño de ser bailarina. Terminó siendo actriz, participando en obras de teatro y telenovelas, como Ana y los siete en el canal de televisión portugués TVI. En 2006 se mudó a Nueva York, donde desempeñó diversos trabajos, desde dependienta en comercios hasta periodista para la RTP y Radio de la ONU, pasando por la Misión Permanente de Portugal ante la Organización de las Naciones Unidas en esta ciudad o la emblemática Galería Sonnabend. Asimismo, creó una red con la comunidad artística de Nueva York y desarrolló sus habilidades como guionista y directora.
Fue la fundadora y directora del Instituto de Arte desde su creación, el 11 de abril de 2011. El Instituto de Arte es un instituto independiente sin ánimo de lucro, con sede en Nueva York, que tiene por objetivo promover e internacionalizar la cultura y las artes contemporáneas portuguesas: cine, danza, artes visuales, teatro, etc, en todo el mundo.
A través del Instituto de Arte, Miranda y su equipo han organizado varios eventos culturales tanto en Nueva York como en distintos países, en particular el "Festival de Cortometraje Portugués de Nueva York", la "Semana José Saramago en Nueva York", el encuentro "Pessoa en Nueva York" o "La Jaula Dorada" en el MoMA, entre otros. Hasta 2019, promocionaron a más de 800 artistas en 36 países y 85 ciudades, realizando, en 2018, 125 eventos por todo el mundo.
Desde 2013 es miembro del Consejo de la Diáspora portuguesa.

## Obras
- 2019 (septiembre) - Evento cultural "RHI - Revolution Hope Imagination", una iniciativa del Instituto de Arte, con la ambición de crear redes y asociaciones entre artistas y agentes culturales de Portugal. Presentó charlas, talleres y actuaciones de música, arquitectura, diseño, teatro, cine, audiovisuales, danza, literatura, educación y ciudadanía. El evento tuvo lugar en varias ciudades portuguesas, Lisboa, Torres Vedras, Caldas da Rainha, Obidos, Guimarães, Leiría, Alcobaça, Évora, Vidigueira, Loulé, Funchal y Faro.[3][4][5][11][12][13]
- 2020 - El Instituto de Arte y la iniciativa "RHI - Revolution Hope Imagination" lanzaron la aplicación informática "RHI Stage" para apoyar a los artistas durante la pandemia Covid-19 en Portugal, promoviendo espectáculos de música, danza, literatura, teatro y artes plásticas, a la que estaba asociada la Revista Visão. La totalidad de la cantidad recibida fue donada a los artistas.[9][14][15][16]

## Premios y reconocimientos
- 2015 - Premio Revelación por la 27ª edición del Premio Adela Antónia Donaide Ferreira, uno de los premios más prestigiosos para las mujeres líderes portuguesas.[2][7]
- 2017 - Premio PALCUS - Consejo de Liderazgo Portugués-Americano de los Estados Unidos en la categoría de "Liderazgo para las Artes".[4]